# Copelatus monticola
Copelatus monticola is een keversoort uit de familie waterroofkevers (Dytiscidae). De wetenschappelijke naam van de soort is voor het eerst geldig gepubliceerd in 1951 door Guignot.